# Werner Krammer
Werner Krammer (* 8. November 1968) ist ein österreichischer Lehrer und Politiker (ÖVP) und seit November 2014 Bürgermeister der niederösterreichischen Statutarstadt Waidhofen an der Ybbs.

## Werdegang
Krammer besuchte das Bundesrealgymnasium Amstetten und maturierte im Jahr 1986, anschließend leistete er im Jahr 1987 den Präsenzdienst in Amstetten.
Von 1987 bis 1993 studierte er Physik an der Universität Wien und begann im Jahr 1989 während des Studiums als Lehrer an der Musikschule Waidhofen zu unterrichten. Von 1998 bis zum Ende seiner Tätigkeit an der Musikschule im Jahr 2009 war er zudem deren stellvertretender Leiter.
Seit 1996 ist er Lehrer für Physik am Bundesrealgymnasium Waidhofen an der Ybbs, von 2004 bis 2012 war er zudem in einem Fortbildungszentrum in Waidhofen an der Ybbs mit der Betreuung eines Fachhochschullehrganges beschäftigt.
Seit 2002 ist er Mitglied des Waidhofner Gemeinderates, erst als Stadtrat für Kultur, Sport und Tourismus, seit 2009 als Stadtrat für Finanzen und Kultur. Am 14. November 2014 wurde er als Bürgermeister von Waidhofen an der Ybbs angelobt.

## Privates
Krammer ist verheiratet und hat fünf Kinder.